# Ferran Pont i Puntigam
Ferran Pont i Puntigam (Terrassa, 1 de maig de 1936) és un enginyer industrial i polític català, vinculat a la ciutat de Terrassa.
Llicenciat en enginyeria industrial, fins al 1980 treballà en empreses de materials per a la construcció. Va ser fundador i president del Centre Parroquial San Cristóbal del barri de Ca n'Anglada (1965), president de l'Associació de Veïns del barri de Ca n'Anglada de Terrassa de 1971 a 1973 i secretari de la Coordinadora d'Associacions de Veïns de Terrassa de 1973 a 1975. També és membre d'Òmnium Cultural des del 1969 i de l'Associació d'Amics de les Nacions Unides des del 1970.
El 1969 fou fundador i secretari de la comissió d'urbanisme d'Òmnium Cultural a Terrassa i treballà en l'Àmbit d'Ordenació del Territori del Congrés de Cultura Catalana. És membre de la comissió d'urbanisme del Col·legi d'Enginyers Industrials de Catalunya del que n'és membre des de 1962, i de la Societat Catalana d'Ordenació del Territori, vinculada a l'Institut d'Estudis Catalans.
Militant d'UDC des de 1974, n'ha estat conseller nacional i membre de govern. Ha estat diputat al Parlament de Catalunya per CiU a les eleccions al Parlament de Catalunya de 1980, 1984, 1988, 1992 i 1995, on ha estat president de la Comissió d'Economia, Finances i Pressupost. Ha estat ponent de CiU a la Llei de política territorial de 1983, a la Llei del Pla Territorial general de Catalunya de 1995 i a les lleis d'Organització comarcal i Municipal de Catalunya de 1987 i 1988.
El 1999 no es presentà a les eleccions. Des del 2000 és president de Càritas Diocesana a Terrassa i coordinador de Justícia i Pau a Terrassa. El 2007 fou nomenat terrassenc de l'any.
Ha publicat diferents treballs, estudis i publicacions sobre urbanisme de la ciutat de Terrassa i a la seva comarca a l'Avui i a Terrassa.